# Salacia punctagonangia
Salacia punctagonangia is een hydroïdpoliep uit de familie Sertulariidae. De poliep komt uit het geslacht Salacia. Salacia punctagonangia werd in 1924 voor het eerst wetenschappelijk beschreven door Hargitt. 